# Open di Francia 2015 - Doppio leggende femminile
Kim Clijsters e Martina Navrátilová sono le campionesse in carica dell'Open di Francia 2014 - Doppio leggende femminile.
Il duo belga-americano riconquista il titolo, battendo in finale Lindsay Davenport e Mary Joe Fernández con il punteggio di 2-6, 6-2, [11-9]

## Tabellone

### Legenda
| - Q = Qualificato - WC = Wild card - LL = Lucky loser | - ALT = Alternate - SE = Special Exempt - PR = Protected Ranking | - w/o = Walkover - r = Ritirato - d = Squalificato |

### Finale
|  | Finale                               |                                      |   |   |      |  |
|  |                                      |                                      |   |   |      |  |
|  | Kim Clijsters Martina Navrátilová    | Kim Clijsters Martina Navrátilová    | 2 | 6 | [11] |  |
|  | Lindsay Davenport Mary Joe Fernández | Lindsay Davenport Mary Joe Fernández | 6 | 2 | [9]  |  |

### Gruppo A
|    |                                      | K Clijsters M Navrátilová | N Tauziat S Testud   | C Martínez A Myskina | RR V-P | Set V-P | Game V-P | Pos. |
| A1 | Kim Clijsters Martina Navrátilová    |                           | 6-3, 6(3)–7, [13-11] | 7-5, 6-3             | 2-0    | 4-1     | 26-18    | 1    |
| A2 | Nathalie Tauziat Sandrine Testud     | 3-6, 7–6(3), [11-13]      |                      | 2-6, 6-4, [8-10]     | 0-2    | 2-4     | 18-24    | 3    |
| A3 | Conchita Martínez Anastasija Myskina | 5-7, 3-6                  | 6-2, 4-6, [10-8]     |                      | 1-1    | 2-3     | 19-21    | 2    |

La classifica viene stilata in base ai seguenti criteri: 1) Numero di vittorie; 2) Numero di partite giocate; 3) Scontri diretti (in caso di due giocatori pari merito ); 4) Percentuale di set vinti o di games vinti (in caso di tre giocatori pari merito ); 5) Decisione della commissione.

### Gruppo B
|    |                                      | M Bartoli I Majoli | L Davenport MJ Fernández | J Novotná A Sanchez | RR V-P | Set V-P | Game V-P | Pos. |
| B1 | Marion Bartoli Iva Majoli            |                    | 3-6, 3-6                 | 6-4, 6-2            | 1-1    | 2-2     | 18-18    | 2    |
| B2 | Lindsay Davenport Mary Joe Fernández | 6-3, 6-3           |                          | 6-3, 6-4            | 2-0    | 4-0     | 24-13    | 1    |
| B3 | Jana Novotná Arantxa Sánchez Vicario | 4-6, 2-6           | 3-6, 4-6                 |                     | 0-2    | 0-4     | 13-24    | 3    |

La classifica viene stilata in base ai seguenti criteri: 1) Numero di vittorie; 2) Numero di partite giocate; 3) Scontri diretti (in caso di due giocatori pari merito ); 4) Percentuale di set vinti o di games vinti (in caso di tre giocatori pari merito ); 5) Decisione della commissione.